# La Borda
La Borda és un edifici d'habitatges cooperatius en cessió d'ús al carrer de Parcerisa, 7 al barri de La Bordeta, proper al recinte de Can Batlló.
Construït amb estructura de fusta, és el més alt de l'estat espanyol, i fou projectat per la cooperativa d'arquitectes Lacol, que va rebre el Premi Ciutat de Barcelona de 2018 en la categoria d'arquitectura i urbanisme.